# Албрехт V Гьолер фон Равенсбург
Албрехт V Гьолер фон Равенсбург (на немски: Albrecht V Göler von Ravensburg; * 1444; † 12 ноември 1503) е благородник от стария швабски рицарски род Гьолер фон Равенсбург от Крайхгау, 1488 г. фогт в Кройцнах. Резиденцията на фамилията е дворец Равенсбург при Зулцфелд в Баден-Вюртемберг.
Той е син на Мартин Гьолер фон Равенсбург (1408 – 1465), бивш домхер на Шпайер, и съпругата му Анна фон Хиршберг. Баща му е освободен 1433 г. от духовния му пост от папа Евгений IV. Брат е на Йохан II, Георг I (1440 – 1502), курпфалцски фогт в Бретен, и Евхариус. Йохан и Евхариус стават домхерен в Шпайер.
Албрехт V Гьолер фон Равенсбург се бие 1462 г. в битката при Зекенхайм (днес част от Манхайм) на страната на победения херцог Улрих V фон Вюртемберг. Брат му Георг I Гьолер фон Равенсбург се бие на страната на Фридрих I Победоносни, курфюрст на Пфалц. Албрехт попада за две години в плен на Пфалц, докато плати висока сума. Въпреки случилото се курфюрст Филип, наследникът на Фридрих I, го прави през 1488 г. фогт в Кройцнах.
През 1486 г. Албрехт V и брат му Георг I построяват капела до Равенсбург при „Зеемюле“.
Албрехт V е член на „рицарското турнирско общество с магарето“ и участва 1487 г. в турнира във Вормс. През 1502 г. Албрехт V Гьолер фон Равенсбург и племенникът му Бернхард I Гьолер фон Равенсбург (1480 – 1554) получават Равенсбург.
Неговата гробна плоча се намира в евангелската църква в Зулцфелд.

## Фамилия
Албрехт V Гьолер фон Равенсбург се жени 1472 г. за Кунигунда фон Рамунг, наследничката на Дайзбах (част от Вайбщат). Те имат един син:
- Албрехт VI Гьолер фон Равенсбург († 1542), женен за Доротея фон Либенщайн († 1562); имат 14 деца

Албрехт V Гьолер фон Равенсбург се жени втори път през 1474 г. за Катарина фон Рамунг († 1497) и след нейната смърт 1497 г. става собственик на Дауденцел (днес в Аглазтерхаузен).